# Rozbitkowie z Ythaq
Rozbitkowie z Ythaq (tytuł oryginału: Les Naufragés d’Ythaq) – francuska seria komiksowa z gatunku science fantasy autorstwa Christophe’a Arlestona (scenariusz) i Adriena Flocha (rysunki), ukazująca się od 2005 nakładem wydawnictwa Soleil Productions. Po polsku publikuje ją w przekładzie Agnieszki Labisko wydawnictwo Egmont Polska od 2010 na łamach czasopisma komiksowego "Fantasy Komiks".

## Fabuła
Na międzygwiezdnym statku pasażerskim "Warkocz komety" służy porucznik Granit Welgoat, która za kolejne z rzędu przewinienie zostaje ukarana przez kapitana i ma odtąd pracować jako barmanka. W barze poznaje pasażerkę statku imieniem Kalisto i technika pokładowego Narvarta. Gdy "Warkocz komety" zostaje ściągnięty tajemniczą siłą na planetę Ythaq, której nie ma na mapach, fragment statku z barem odłącza się od statku rozbija się na wybrzeżu. Granit, Kalisto i Navart ruszają przez nieznaną planetę, by odnaleźć "Warkocz komety" i wrócić do domu.

## Tomy
| Tom | Tytuł i rok wydania polskiego   | Tytuł i rok wydania oryginalnego | Uwagi                                      |
| --- | ------------------------------- | -------------------------------- | ------------------------------------------ |
| 1   | Terra incognita (2010)          | Terra incognita (2005)           | wydanie polskie: "Fantasy Komiks" 1, 2010  |
| 2   | Bliźniaczki na tronie (2010)    | Ophyde la géminée (2005)         | wydanie polskie: "Fantasy Komiks" 2, 2010  |
| 3   | Gwiezdne skargi (2010)          | Le Soupir des étoiles (2006)     | wydanie polskie: "Fantasy Komiks" 3, 2010  |
| 4   | Cień Kengisa (2010)             | L'Ombre de Khengis (2007)        | wydanie polskie: "Fantasy Komiks" 5, 2010  |
| 5   | Arkana (2010)                   | L'Ultime Arcane (2007)           | wydanie polskie: "Fantasy Komiks" 7, 2010  |
| 6   | Rewolta pionków (2010)          | La Révolte des pions (2008)      | wydanie polskie: "Fantasy Komiks" 8, 2010  |
| 7   | Znak Ythów (2011)               | La Marque des Ythes (2009)       | wydanie polskie: "Fantasy Komiks" 10, 2011 |
| 8   | Zwierciadło kłamstw (2011)      | Le Miroir des mensonges (2010)   | wydanie polskie: "Fantasy Komiks" 12, 2011 |
| 9   | Niewiarygodna prawda (2011)     | L'Impossible vérité (2011)       | wydanie polskie: "Fantasy Komiks" 14, 2011 |
| 10  | Tajemnica innego wymiaru (2013) | Nehorf-Capitol transit (2012)    | wydanie polskie: "Fantasy Komiks" 22, 2013 |
| 11  | Podmuch rzeźbiarzy (2015)       | L'haleine de l'ogre (2013)       | wydanie polskie: "Fantasy Komiks" 25, 2015 |
| 12  | Klucze (2017)                   | Les Clefs du Néant (2014)        | wydanie polskie: "Fantasy Komiks" 27, 2017 |
| 13  | Wyjątkowa planeta (2017)        | Glèbe la Singulière (2015)       | wydanie polskie: "Fantasy Komiks" 28, 2017 |
| 14  | Klejnot geniusza (2018)         | Le Joyau du génie (2016)         | wydanie polskie: "Fantasy Komiks" 29, 2018 |
| 15  |                                 | Imperator express (2018)         |                                            |
| 16  |                                 | Les Assiégés de Glèbe (2019)     |                                            |
| 17  |                                 | La Grotte des Faces (2020)       |                                            |